# Teemu Pulkkinen
Teemu Pulkkinen (Vantaa, 2 gennaio 1992) è un hockeista su ghiaccio finlandese.

## Palmarès

### Mondiali
- 1 medaglia:
  - 1 argento (Russia 2016)